# 中垣内優太
中垣内 優太（なかがいと ゆうた、1991年6月3日 - ）は、東京都世田谷区出身の元サッカー選手。ポジションはミッドフィールダー。

## 来歴
バディSCの二学年先輩に丸山祐市と奥埜博亮、一学年後輩に武藤嘉紀がいる。
2004年に三菱養和SCジュニアユースに加入。2007年に三菱養和SCユースに昇格。2009年のJFAプリンスリーグU-18関東2位。U-18高円宮杯で全国3位。ユースでは加藤大、玉城峻吾などが同期。
2010年から東京農業大学国際食料情報学部に進学し、サッカー部に入部。4年時の2013年には主将として関東大学リーグ2部を戦う。
2014年1月にフィリピン・ユナイテッド・フットボールリーグ (フィリピン)所属のMAJ FC（マニラオールジャパン、後にJPボルテスFCに改名）と契約。
2016年10月、JPボルテスFCとの契約が満了。
2016年12月、タイ・リーグ3のプレー・ユナイテッドFCと契約。
2017年11月、モルディブのsea life sports clubと短期契約。
2018年1月 引退を発表。

## 所属クラブ
- 1998年 - 2003年 バディSC（世田谷区立八幡山小学校）
- 2004年 - 2006年 三菱養和SCジュニアユース巣鴨（世田谷区立希望丘中学校）
- 2007年 - 2009年 三菱養和SCユース（東京都立松原高等学校）
- 2010年 - 2013年 東京農業大学
- 2014年 - 2016年　MAJ FC（マニラオールジャパン）/JP Voltes FC
- 2017年 - 2017年10月  プレー・ユナイテッドFC
- 2017年11月 - 2017年12月  sea life sports club

## タイトル
- 高円宮杯U-18サッカーリーグ プリンスリーグ関東（2009年・2位）
- 高円宮杯全日本ユースサッカー選手権 (U-18)大会（2009年・3位）